# Brzi Brod
Brzi Brod (izvirno srbsko Брзи Брод) je naselje v Srbiji, ki upravno spada pod Občino Medijana; slednja pa je del Niškega upravnega okraja.

## Demografija
V naselju, katerega izvirno (srbsko-cirilično) ime je Брзи Брод, živi 3528 polnoletnih prebivalcev, pri čemer je njihova povprečna starost 37,3 let (37,2 pri moških in 37,4 pri ženskah). Naselje ima 1477 gospodinjstev, pri čemer je povprečno število članov na gospodinjstvo 3,01.
To naselje je, glede na rezultate popisa iz leta 2002, večinoma srbsko, a v času zadnjih 3 popisov je opazen porast števila prebivalcev.
|  |

| Demografija | Demografija     | Demografija     |
| Leto        | Št. prebivalcev | Št. prebivalcev |
| ----------- | --------------- | --------------- |
|             |                 |                 |
|             |                 |                 |
|             |                 |                 |
|             |                 |                 |
| 1948        | 568             |                 |
| 1953        | 595             |                 |
| 1961        | 1055            |                 |
| 1971        | 1935            |                 |
| 1981        | 2945            |                 |
| 1991        | 3665            | 3593            |
| 2002        | 4554            | 4452            |
|             |                 |                 |

| Etnična sestava po popisu iz leta 2002 | Etnična sestava po popisu iz leta 2002 | Etnična sestava po popisu iz leta 2002 | Etnična sestava po popisu iz leta 2002 | Etnična sestava po popisu iz leta 2002 |
| -------------------------------------- | -------------------------------------- | -------------------------------------- | -------------------------------------- | -------------------------------------- |
| Srbi                                   | Srbi                                   |                                        | 4.325                                  | 97,14%                                 |
| Makedonci                              | Makedonci                              |                                        | 23                                     | 0,51%                                  |
| Romi                                   | Romi                                   |                                        | 22                                     | 0,49%                                  |
| Bolgari                                | Bolgari                                |                                        | 7                                      | 0,15%                                  |
| Črnogorci                              | Črnogorci                              |                                        | 2                                      | 0,04%                                  |
| Ukrajinci                              | Ukrajinci                              |                                        | 2                                      | 0,04%                                  |
| Hrvati                                 | Hrvati                                 |                                        | 1                                      | 0,02%                                  |
| Neznano                                | Neznano                                |                                        | 66                                     | 1,48%                                  |